# 劉祥 (北周)
劉祥（534年—580年），字休徵，沛国沛人，北周政治人物。刘璠的儿子。
劉祥幼年聪慧，宾客见到他，都称他为神童。事嫡母以至孝。其伯父黄门郎劉璆，在岭南，让他名祥字休徵。后来以字行于世。十岁能写文章，十二岁《五经》。初任南梁宜丰侯主簿，转任记室参军。西魏破江陵，劉祥入关中。北周齐公宇文宪以他善于词令，召为记室。府中书记，都令他掌管。授都督，封汉安县子，食邑七百户，转任从事中郎。宇文宪进爵为王，以劉祥为齐王友。转任内史上士。周武帝东征北齐，劉祥随侍，平齐文告露布，出于其手。官至车骑大将军、仪同大将军。不久去官，领万年县令。未满一月，转长安县令。出任京城二县，有政绩，颇获时誉。大象二年，在任上去世，时年四十七岁。劉璠所撰《梁典》书成，未及刊定就去世了。临终对劉祥说："能成我志，其在此书。"劉祥修定缮写，而成一家，行于世。